# Blue Bayou
"Blue Bayou" là một bài hát được viết bởi Roy Orbison và Joe Melson. Nó đã được hát và thu âm bởi Orbison, trở thành một hit quốc tế vào năm 1963. Sau đó nó đã trở thành bài hát tiêu biểu của Linda Ronstadt, mà cũng trở thành một hit vào năm 1977. Bài hát này cũng được thu âm bởi nhiều nghệ sĩ khác qua nhiều năm.

## Phiên bản Roy Orbison
"Blue Bayou" được Roy Orbison thu vào cuối năm 1961, nhưng chỉ được phát hành bởi Monument như là mặt A trong đĩa đơn tại Anh, nhưng chỉ là mặt B ở Mỹ vào tháng 8 năm 1963, được hạng 29. "Mean Woman Blues" mặt A được hạng 5 ở Mỹ từng được thu âm bởi Elvis Presley 1957. Ở Anh cả hai mặt đều được hạng 3.

### Xếp hạng
| Chart (1963)               | Peak position |
| -------------------------- | ------------- |
| Australian Singles Chart   | 1             |
| Bỉ                         | 3             |
| Ireland                    | 1             |
| Norwegian Singles Chart    | 10            |
| UK                         | 3             |
| US Billboard Hot R&B Sides | 26            |
| US Billboard Hot 100       | 29            |

## Phiên bản Linda Ronstadt
Phiên bản của Linda Ronstadt đạt được hạng 3 trên Billboard Hot 100 vào cuối năm 1977, giữ được 4 tuần, cũng như hạng 2 Country và hạng 3 Easy Listening.

### Xếp hạng
| Chart (1977)                    | Peak position |
| ------------------------------- | ------------- |
| Canada RPM Top Singles          | 2             |
| Canada RPM Adult Contemporary   | 2             |
| Canada RPM Country              | 2             |
| US Billboard Adult Contemporary | 3             |
| US Billboard Country Singles    | 2             |
| US Billboard Pop Singles        | 3             |
| US Cash Box Top 100             | 2             |
| Chart (1978)                    | Peak position |
| Australia KMR                   | 3             |
| New Zealand Singles Chart       | 3             |
| UK Singles Chart                | 35            |

| Chart (1977)         | Rank |
| -------------------- | ---- |
| Canada               | 90   |
| US Billboard Hot 100 | 61   |

| Chart (1978) | Rank |
| ------------ | ---- |
| Australia    | 33   |
| US Cash Box  | 62   |